# جيريمي ووكر
جيريمي ووكر (بالإنجليزية: Jeremy Walker)‏ (1 أبريل 1993 أستراليا - ) هو لاعب كرة قدم أسترالي يلعب كمدافع.

## روابط خارجية
- جيريمي ووكر على موقع قاعدة بيانات كرة القدم.إي يو (الإنجليزية)
- جيريمي ووكر على موقع Soccerway.com (الإنجليزية)